# Gaston Crouzet
Pour les articles homonymes, voir Crouzet.
Gaston Crouzet (1854-1954) est un homme politique et médecin français.
Il est maire de Nîmes de 1900 à 1908.

## Biographie
Marie Gaston Aristide Crouzet naît le 30 novembre 1854 à Lauroux. Docteur en médecine (1879), il fait carrière dans l'inspection des enfants en bas âge, à Épernon (1879), puis Villiers-sur-Marne (1887). En 1894, il devient chirurgien à l'Hôtel-Dieu de Nîmes, spécialisé dans les maladies oculaires.
Radical, élu conseiller municipal d'Épernon en 1881, il occupe un fauteuil de conseiller de l'arrondissement de Chartres pour le canton de Maintenon de 1883 à 1887. Il est ensuite élu à Villiers dans les années 1890.
Appartenant à la loge nîmoise L'Écho du Grand Orient, il cofonde le cercle local de la Ligue de l'enseignement. Le 20 mai 1900, il est désigné par le conseil municipal pour succéder à Émile Reinaud, maire de Nîmes sortant, qui ne se représente pas. Il est réélu avec une majorité plus large en mai 1904.
Il est à l'initiative d'« importants travaux de rénovation, de construction et d'embellissement », parmi lesquels la restauration des arènes, du Grand temple, du temple de Diane et de la maison Carrée. Il réaménage plusieurs quartiers, dont celui de Saint-Césaire, et poursuit la politique de développement de la canalisation entamée par Reinaud. Il crée un réseau municipal de tramways et est à l'initiative d'un réseau téléphonique départemental.
Investi dans la politique éducative, il finance l'agrandissement de l'école de la rue Pavée, installe de nouvelles classes et fait construire un nouveau établissement dans le quartier de Massillan en 1905. Il ne dédaigne pas non plus les réformes sociales : il fait voter la construction d'un sanatorium de tuberculeux et d'une maternité en 1902. Il débloque des crédits pour les nîmois nécessiteux et met en place l'assistance médicale gratuite et un bureau municipal d'hygiène. Il représente la ville au congrès national d'hygiène sociale de Montpellier en 1905. Pour lutter contre le chômage, il crée en 1903 des chantiers communaux, ainsi qu'une caisse de secours pour les ouvriers sans travail. Il mande aussi des délégations ouvrières à l'exposition universelle de 1900.
Engagé dans la défense de la viticulture, il favorise notamment la grande manifestation viticole qui rassemble 250 000 personnes le 2 juin 1907, en interdisant une course taurine qui devait se tenir le même jour. Il crée la foire de La Calmette pour mettre en valeur les commerçants locaux. Il impose à partir de 1906 les grands magasins pour aider le petit commerce.
Il essaie de développer l'attractivité de Nîmes en organisant diverses expositions artistiques, ainsi que la grande fête du 26 juillet 1903, qui voit l'inauguration du monument à Antoine Bigot et la représentation d'Œdipe roi aux arènes. fait reconstruire le musée de sculpture et de peinture. Il choie les militaires et anciens combattants, inaugurant un monument en l'honneur des combattants de la guerre franco-allemande de 1870 sur la place d'Assas en 1901. 
Anticlérical et franc-maçon, il donne les noms d'Ernest Renan, Jules Delon-Soubeiran et Émile Zola à des rues référant jusque là à un saint catholique. Il fait ériger un monument à Bernard Lazare. Il interdit le port de la soutane en public, puis supprime les aumôneries dans les hospices en 1906.
Décoré de la Légion d'honneur en 1904, il quitte ses fonctions de maire en 1908. est élu en 1907 conseiller général du Gard pour le canton d'Aramon ; il présente sa démission en 1912.
Il meurt centenaire en décembre 1954.